# Václav Toušek (fotograf)
Václav Toušek (* 28. září 1948 Praha) je český fotograf.

## Život a dílo
Václav Toušek se narodil 28. září 1948 v Praze, žije a pracuje v Praze a v Řevnicích u Prahy. Po studiích užité i výtvarné fotografie se od počátku sedmdesátých let minulého století věnoval převážně užité fotografii v různých oblastech činností, od vědeckých a výzkumných, muzejních, nakladatelských, novinářských až po reklamní. Jeho fotografie se staly součástí knih, katalogů, plakátů, kalendářů, divadelních programů, časopisů ale i výstav, prezentací, instalací a mnoha dalších.
Za zmínku stojí jeho portréty – převážně herců, zpěváků, scenáristů, spisovatelů a režisérů (Jiřina Jirásková, Jiřina Bohdalová, Rudolf Hrušínský st., Oldřich Vízner, Ladislav Jakim, John Malkovich, Václav Neckář, Ota Hofman, Zdena Hadrbolcová, Karel Smyczek, Jiří Menzel a mnoho dalších) a tvorba plakátů, zvláště pak divadelních. Příležitostně se věnoval i práci s filmovou a televizní kamerou. Svoji volnou tvorbu prezentoval na výstavách v Praze, Kolíně, Pardubicích a Českých Budějovicích. Po roce 1989 spoluzakládal a zakládal postupně tři agentury, které ve své činnosti zahrnují všechny druhy komunikací a užité i výtvarné tvorby. Věnuje se i profesi galeristy, producenta a režiséra.

## Galerie

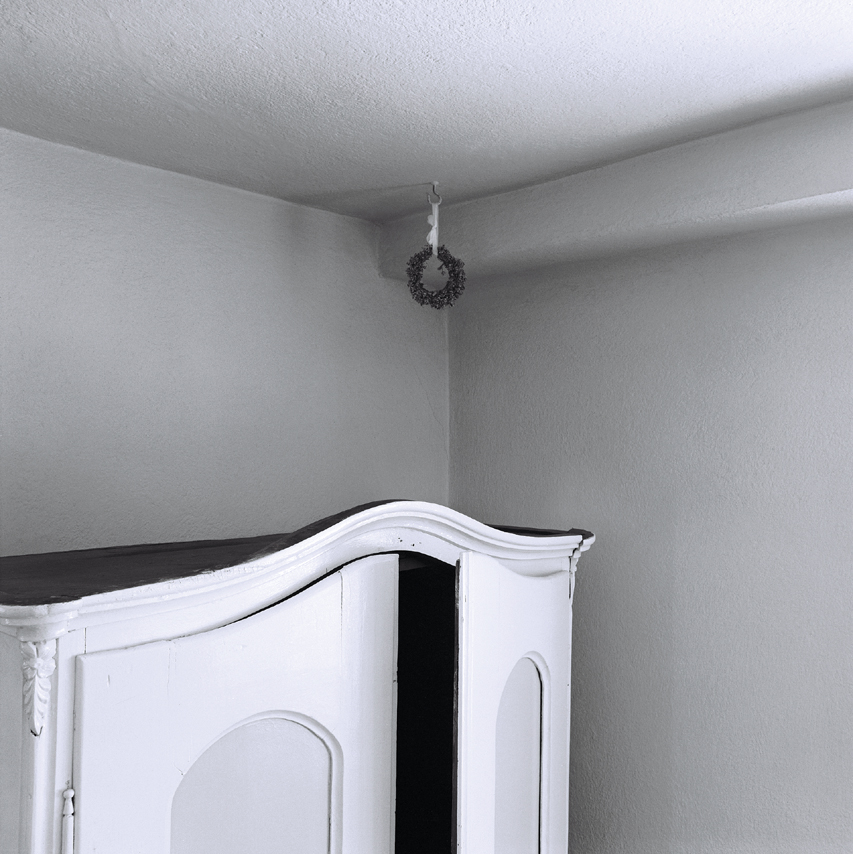
Lešišovské šerosvity, 1970
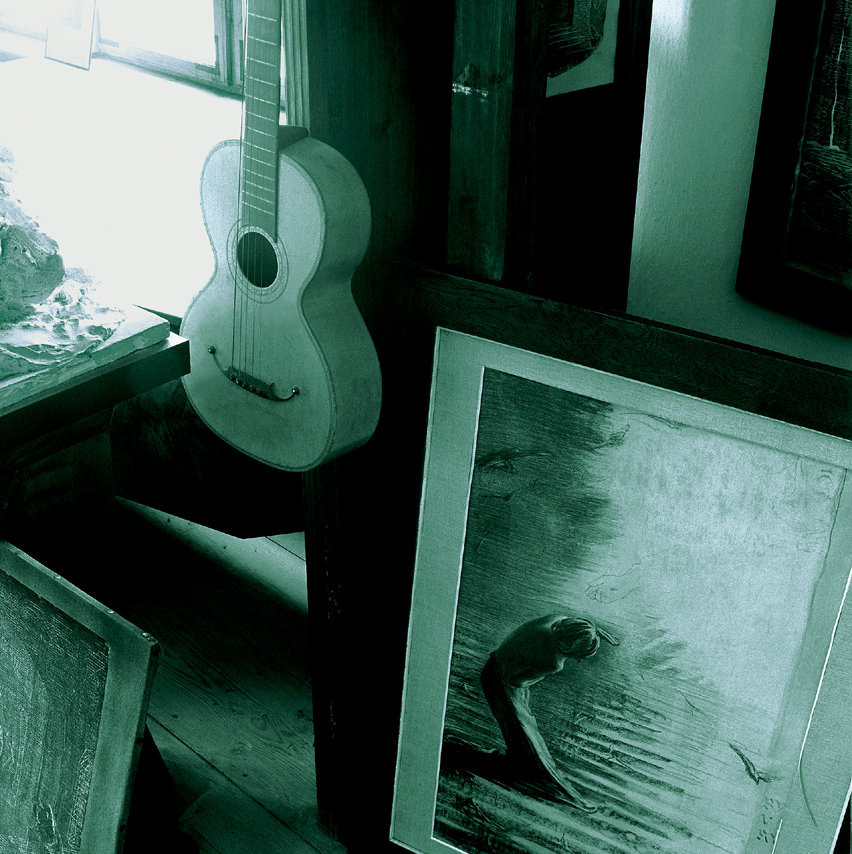
Chýnov Františka Bílka, 1977
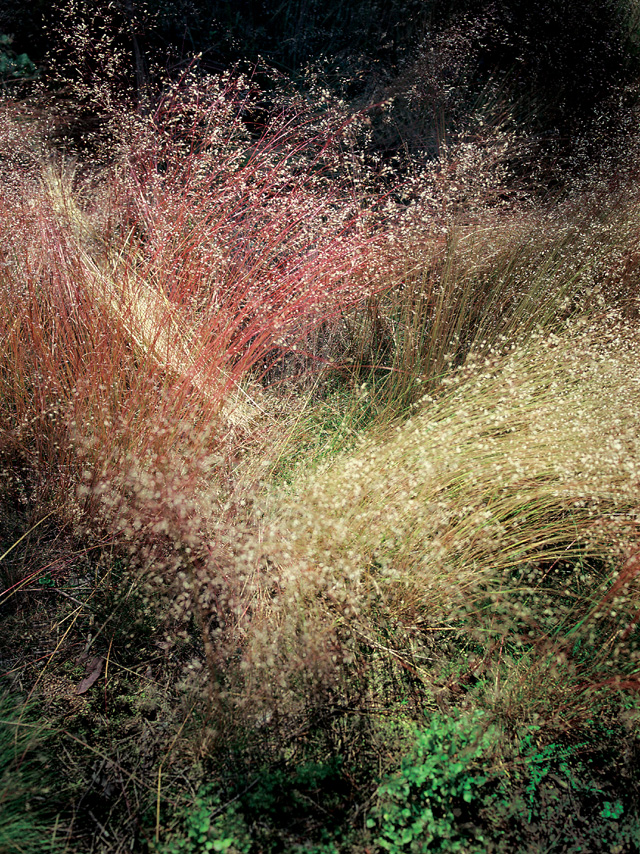
Cestou na kopec Kluk, 1980
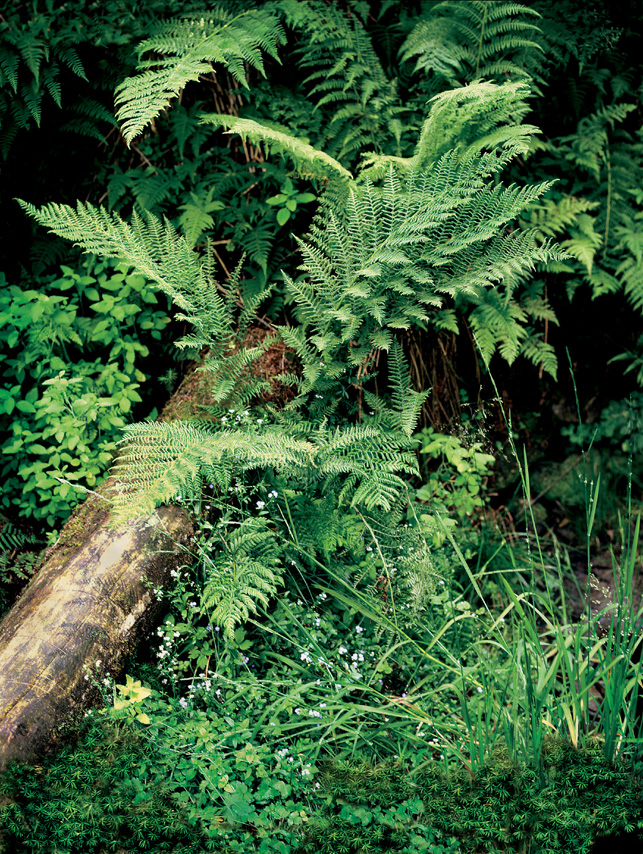
Filipohuťské louky, 1986
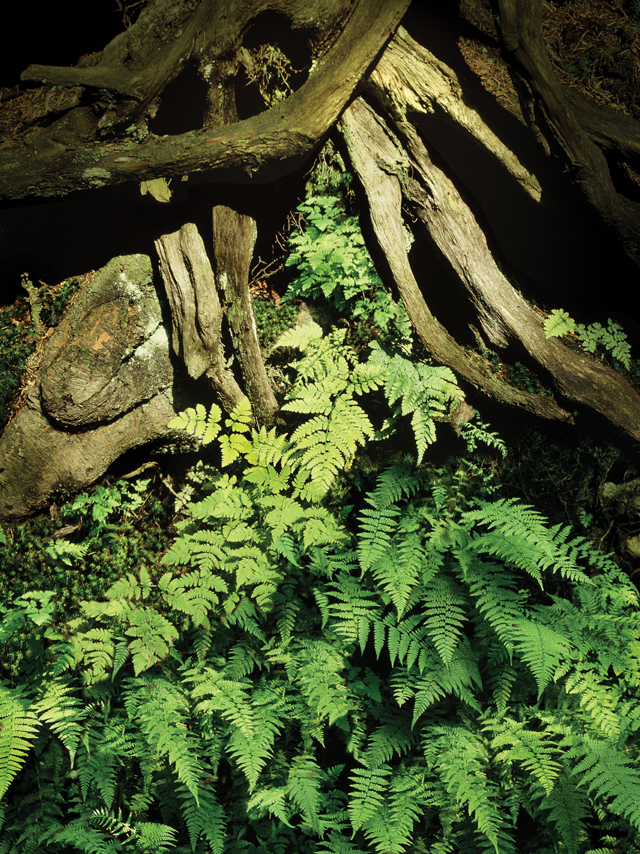
Filipovský les, 1990
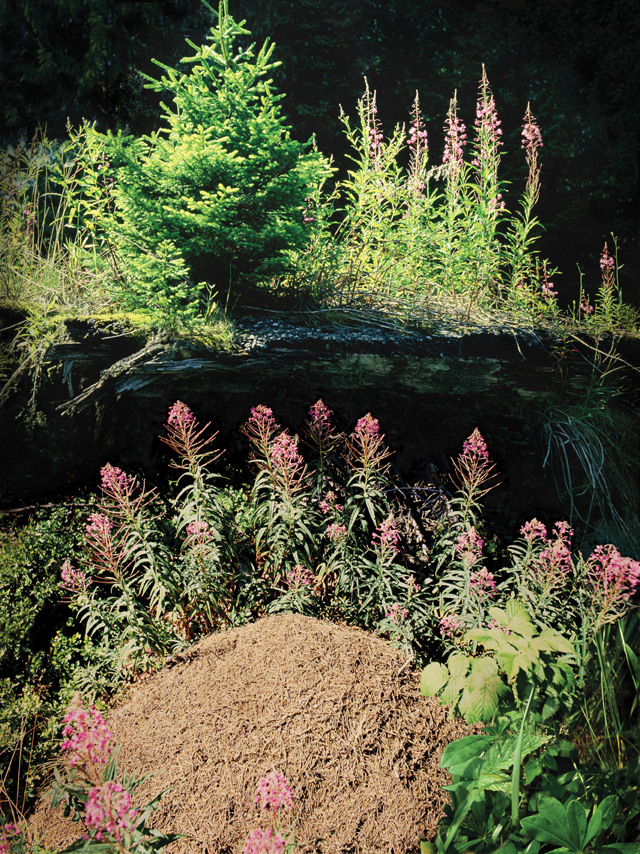
Filipovský les, 1990
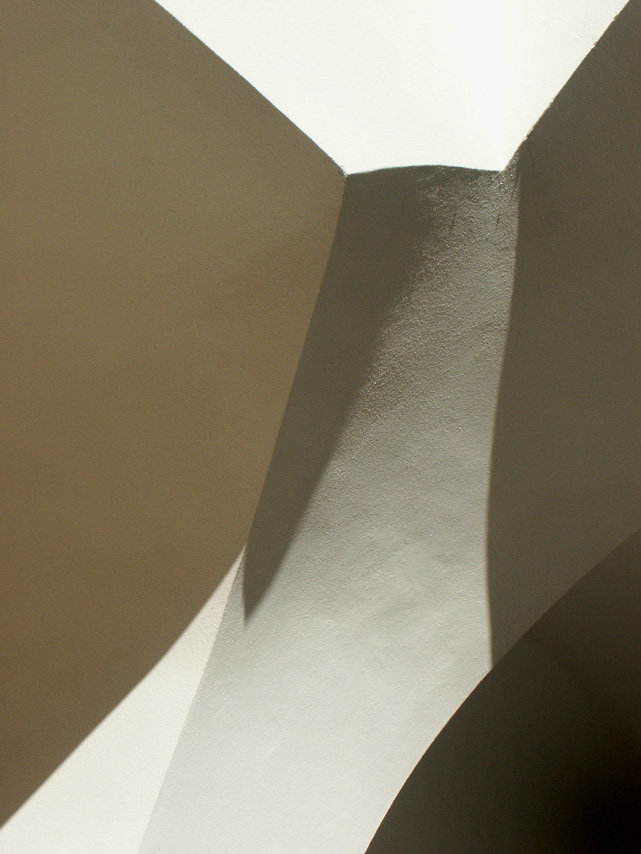
Žirovnice, 2006
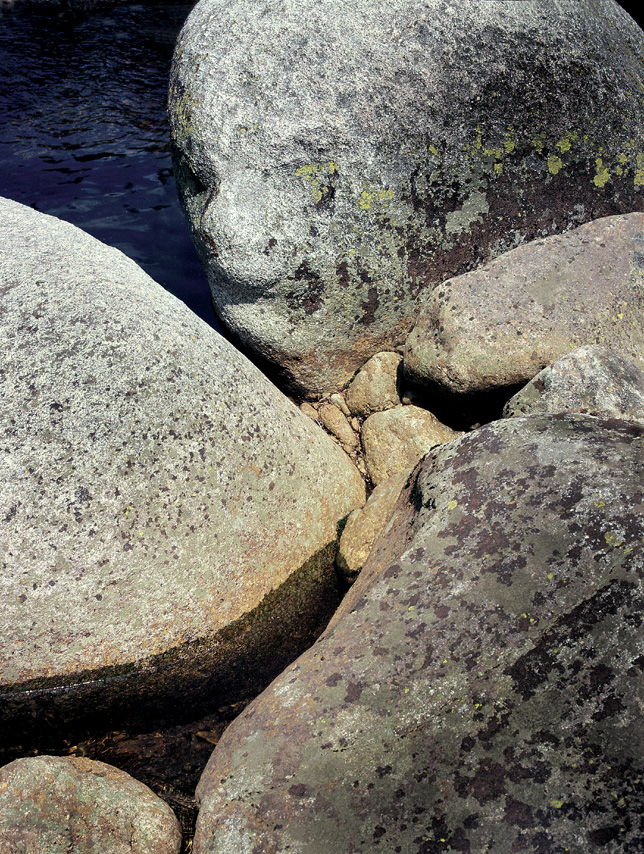
Vydří kameny, 2006